# 78252 Прісціо
78252 Прісціо (78252 Priscio) — астероїд головного поясу, відкритий 5 серпня 2002 року.
Тіссеранів параметр щодо Юпітера — 3,177.